# Tausend
Die Tausend (1000, Abkürzung: Tsd.), auch Eintausend genannt, ist eine gerade natürliche Zahl und eine Kubikzahl.

## Sprachliches
Das deutsche Zahlwort Tausend hat sich aus dem althochdeutschen thûsunt, thûshundi, dieses aus germanisch þûsundi entwickelt. Dies wiederum ist eine Verbindung aus dem Zahlwort Hundert – hundi mit einer Vorsilbe *thus, welche „viel“ oder „groß“ bedeutet und sich aus einer indogermanischen Wurzel *tÐu-, *týu- gebildet hat, die ursprünglich „schwellen“ bedeutet. Tausend bedeutet also wörtlich ursprünglich „großhundert“. Das Deutsche kennt auch die Pluralbildung tausende („mehrere tausend“), die in Zahlwörtern allerdings nicht vorkommt (zweitausend etc.).
Das lateinische Wort mille für tausend (hiervon auch das römische Zahl-Zeichen M) und das griechische χίλιοι (chílioi) sind Bestandteil zahlreicher Fremdwörter im Deutschen, besonders in den Präfixen des metrischen Systems Milli- (ein Tausendstel) und Kilo- (ein Tausendfaches), aber auch in Wörtern wie Millennium (zu dt.: Jahrtausend) oder Chiliarch. Auch das Wort Meile (tausend Doppelschritt, lat. passus) stammt vom lateinischen Wort mille ab.

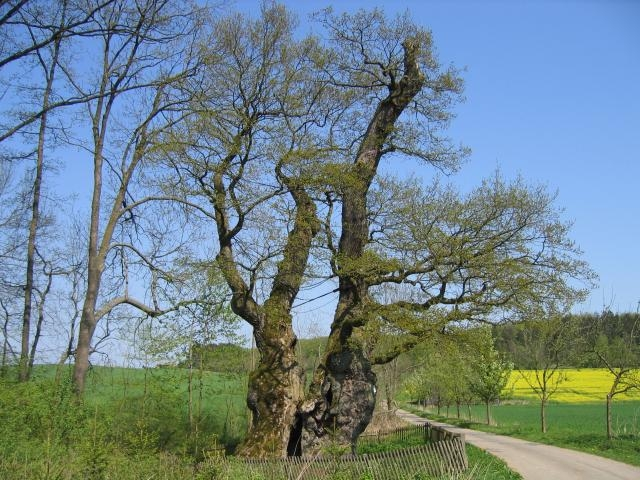
Tausendjährige Rieseneiche in Borlinghausen

Tausend steht in vielen sprachlichen Bildungen für eine besonders große Zahl – sie ist das höchste nicht zusammengesetzte Zahlwort im Deutschen. Dies kommt etwa beim Tausendfüßer vor oder den tausendjährigen Eiern, einer Spezialität der chinesischen Küche. Viele sagenumwobene Pflanzen tragen den Zusatz tausendjährig, zum Beispiel die „Tausendjährigen Linden“ in Götzingen oder die „Tausendjährige Eiche“ in Borlinghausen.

## Zahlennamen
Ab der Zahl 1000 werden grundlegend neue Zahlennamen erst eingeführt, wenn sie sich jeweils um den Faktor 1000 vergrößern. So besteht eine Million aus 1000 mal 1000, eine Milliarde aus 1000 Millionen, eine Billion aus 1000 Milliarden usw. Eine Änderung des Zahlennamens hinsichtlich des lateinischen Grundstocks, eine Änderung also, die sich nicht nur auf die Namens-Endung -ion oder iarde bezieht, bedarf im Deutschen aber einer Vermillionfachung.

## Vorsätze für Maßeinheiten
Zur Bezeichnung des Tausendfachen einer Maßeinheit wird das Präfix Kilo (abgekürzt: k) benutzt, wohingegen ein Tausendstel einer Maßeinheit mit Milli (abgekürzt: m) bezeichnet wird. Z. B. ist ein Milligramm (mg) ein tausendstel Gramm.
Auch beim Bezug auf die Maßeinheit Byte in der Informatik wird heute die Bezeichnung Kilobyte (kB) im Sinne von genau 1000 Byte verstanden. Das sind 103 Byte und nicht 210 = 1 024 Byte. Zur Benennung von 210 Byte wird die Bezeichnung Kibibyte (abgekürzt: KiB) nahegelegt; Kibi (Ki) ist ein Binärpräfix, während Kilo (k) ein Dezimalpräfix ist.
Analog zum Gebrauch neuer Namen für Zahlen von mindestens 1000 unterscheiden sich benachbarte Vorsätze für Maßeinheiten, die einen Vergrößerungs- oder Verkleinerungsfaktor von mindestens 1000 bewirken, ebenfalls um den Faktor 1000. So vergrößern sich die Vervielfachungs-Präfixe kilo (k), M (Mega), G (Giga), T (Tera) nacheinander um den Faktor 1000 und bezeichnen somit eine Multiplikation der Maßeinheit mit 1000, einer Million, einer Milliarde bzw. einer Billion, während die Präfixe für Teile einer Maßeinheit, m (Milli), μ (Mikro), n (Nano), p (Piko), nacheinander um drei Größenordnungen kleiner werden und eine Division der Maßeinheit durch 1000, eine Million, eine Milliarde bzw. eine Billion bewirken.
Neue Namen für Binärpräfixe werden dagegen bei jeder Vergrößerung um den Faktor 210 = 1024 vergeben.

## Mathematisches
- Die Tausend ist eine Stufenzahl des Dezimalsystems: Eintausend ist 1000 = 10 · 10 · 10 = 103.
- Da 1000 als natürliche Zahl mit dem Exponenten 3 dargestellt werden kann, ist 1000 eine Kubikzahl
- 1000 ist eine gerade Zahl sowie eine Harshad-Zahl.
- In der Anwendung ist sie zum Ausdruck von Größenverhältnissen relevant, der Bezug auf eine Größe wird gelegentlich in Tausendsteln als Promille ausgedrückt.

## Gebräuchliche Abkürzungen und Synonyme
Neben der offiziellen Abkürzung von Tausend als Tsd. sind weitere Abkürzungen in Gebrauch:
- k (Abkürzung für Kilo) wird als Präfix für das Tausendfache einer Maßeinheit verwendet, so entspricht 1 kg 1000 g. Insbesondere im englischsprachigen Raum wird k auch in anderen Zusammenhängen als Abkürzung für 1000 verwendet, z. B. 1k anstatt 1000. Diese Form ist auch gebräuchlich für Abkürzungen von Komposita, so wird z. B. Windows 2000 als Win2k abgekürzt.
- Der Apostroph ' wird insbesondere im wirtschaftlichen Bereich als Abkürzung für Tausend verwendet. So wird 5' anstelle von 5.000 geschrieben; dem folgend 5'' für 5.000.000.
- T. anstelle der offiziellen Abkürzung Tsd.
- Das lateinische, italienische und französische Wort mille wird umgangssprachlich für 1000 Einheiten eines Geldbetrags verwendet, ähnliche Bedeutung hatte Riese für einen Tausendmarkschein.

## Religion
Aus der Offenbarung des Johannes stammt der Begriff der tausendjährigen Herrschaft Christi, also des Tausendjährigen Reichs. Der Glaube an die Wiederkunft Jesu Christi und an das Errichten seines tausendjährigen Reichs wird als Millenarismus oder Chiliasmus bezeichnet. Im 20. Jahrhundert machten propagandistisch auch die Nationalsozialisten von diesem Begriff Gebrauch, durch dessen Schaffung sie die deutsche Geschichte zu „erfüllen“ beanspruchten, siehe dazu Abschnitt propagandistische Bezeichnungen unter NS-Staat.